# Dan Smith (autor británico)
Dan Smith OBE (17 de septiembre de 1951) es un autor, cartógrafo e investigador sobre la paz británico. Actualmente es el director del Instituto Internacional de Investigación para la Paz de Estocolmo (SIPRI).
Smith fue director del Peace Research Institute Oslo de 1993 a 2001, secretario general de la organización independiente de consolidación de la paz International Alert y profesor de estudios sobre la paz y los conflictos en la Universidad de Mánchester.